# 郁亮
郁亮（1965年12月22日—），江苏苏州人，中国企业家，现任万科集团执行副总裁。

## 生平
1965年出生在江苏苏州，1984年毕业于苏州中学，并考入北京大学，获经济学硕士学位，1990年加入万科企业股份有限公司，2001年起任总经理。获2012CCTV中国经济年度人物。2017年任万科董事长。2018年1月31日，董事会主席郁亮不再兼任总裁、首席执行官。2025年1月27日，郁亮不再担任万科董事会主席，仍留任董事并改任执行副总裁一职。